# Lista da primeiras-damas de Moçambique
Primeira Dama de Moçambique é o título oficial dado à esposa do presidente da República de Moçambique. Houve um total de cinco primeiras-damas desde a independência de Moçambique em 1975. A actual primeira-dama do país é Gueta Chapo, esposa do Presidente Daniel Chapo, que ocupa o cargo desde 2025. 

## Gabinete da Primeira-Dama
O Gabinete da Primeira Dama foi estabelecido pelo artigo 17 do Decreto do Regimento Interno. A primeira-dama apoia e desenvolve iniciativas culturais e sociais com a assistência oficial do gabinete da primeira-dama. O escritório é chefiado por um membro do gabinete presidencial.

## Histórico
A ex-primeira-dama moçambicana Graça Machel é a única pessoa que serviu como primeira-dama de duas repúblicas diferentes. Ela tornou-se a primeira-dama da África do Sul em 18 de julho de 1998 após seu casamento com Nelson Mandela.

## Lista de primeiras-damas de Moçambique
| Primeira-dama | Primeira-dama | Primeira-dama        | Início do Mandato      | Fim do Mandato         | Presidente       |
| ------------- | ------------- | -------------------- | ---------------------- | ---------------------- | ---------------- |
| 1             |               | Graça Machel         | 25 de junho de 1975    | 19 de outubro de 1986  | Samora Machel    |
| 2             |               | Marcelina Chissano   | 6 de novembro de 1986  | 2 de fevereiro de 2005 | Joaquim Chissano |
| 3             |               | Maria da Luz Guebuza | 2 de fevereiro de 2005 | 15 de janeiro de 2015  | Armando Guebuza  |
| 4             |               | Isaura Nyusi         | 15 de janeiro de 2015  | 15 de janeiro de 2025  | Filipe Nyusi     |
| 5             |               | Gueta Chapo          | 15 de janeiro de 2025  | Presente               | Daniel Chapo     |